# The Prince Chap (film 1920)
The Prince Chap è un film muto del 1920 diretto da William C. de Mille.
Il film si basa sull'omonimo lavoro teatrale di Edward Peple che aveva debuttato a Broadway il 4 settembre 1905 interpretato, tra gli altri, nel ruolo del conte di Huntington, da Cecil B. De Mille. La commedia, nel 1916, era già stata portata sullo schermo in una versione firmata da Marshall Neilan intitolata pure lei The Prince Chap.

## Trama
Dopo la morte della madre della piccola Claudia, il pittore William Peyton promette di prendersi cura della piccola, portandola via dai bassifondi londinesi. Ritorna quindi in patria dove, però, Alice, la sua fidanzata crede che Claudia sia in realtà la figlia di William. Gli chiede allora di scegliere tra lei e la bambina, ma il giovane non ha dubbi, volendo mantenere la sua promessa. Alice rompe il fidanzamento e sposa un altro.
Gli anni passano, Claudia diventa una giovane donna. Tra lei e William sboccia l'amore e i due si rendono conto che adesso possono iniziare una vita felice insieme.

## Produzione
Il film fu prodotto dalla Famous Players-Lasky Corporation.

## Distribuzione
Il copyright del film, richiesto dalla  Famous Players-Lasky Corp., fu registrato il  con il numero LP15262.

Distribuito dalla Famous Players-Lasky Corporation, il film - presentato da Jesse L. Lasky - uscì nelle sale cinematografiche degli Stati Uniti nell'agosto 1920.

### Conservazione
Non si conoscono copie ancora esistenti della pellicola che viene considerata presumibilmente perduta.